# Jean d'Aulon
Jean d'Aulon (1390–1458) byl francouzský šlechtic a voják účastnící se stoleté války.

## Aktivita
Během svého života zastával mnoho funkcí. Byl kapitánem jezdců královské stráže Karla VI. (1416–1423), poradcem krále Karla VII. (1425–1426), královským proboštem v Toulouse (1427), panošem a komorníkem Johanky z Arku (1429–1430), se kterou zajat v Compiègne (24. května 1430), guvernérem pevnosti Peyrepertuse (1450), komorníkem a kancléřem Karla VII. (1450), královým diplomatem (1452-1454), guvernérem hradu Pierre Scize (1454) a senešalem v Beaucaire a Nîmes (1455).
Dne 20. května 1456 podal rozhodující výpověď u soudu, který v letech 1455–1456 projednával rehabilitaci a zrušení odsouzení Johanky z Arku.